# Kevin Davies (piłkarz)
Kevin Davies (ur. 15 maja 1967) – bahamski trener piłkarski.

## Kariera trenerska
Od 2011 do 2014 roku trenował narodową reprezentację Bahamów. W 2012 stał na czele juniorskiej reprezentacji Bahamów.